# Acalolepta hainana
Acalolepta hainana là một loài bọ cánh cứng trong họ Cerambycidae.